# نقش‌بال
نقش‌بال (علمی: Araschnia levana) پروانه‌ای است از تیره فرچه‌پایان که در سرزمین‌های پست شرق، مرکز و غرب اروپا زندگی می‌کند.

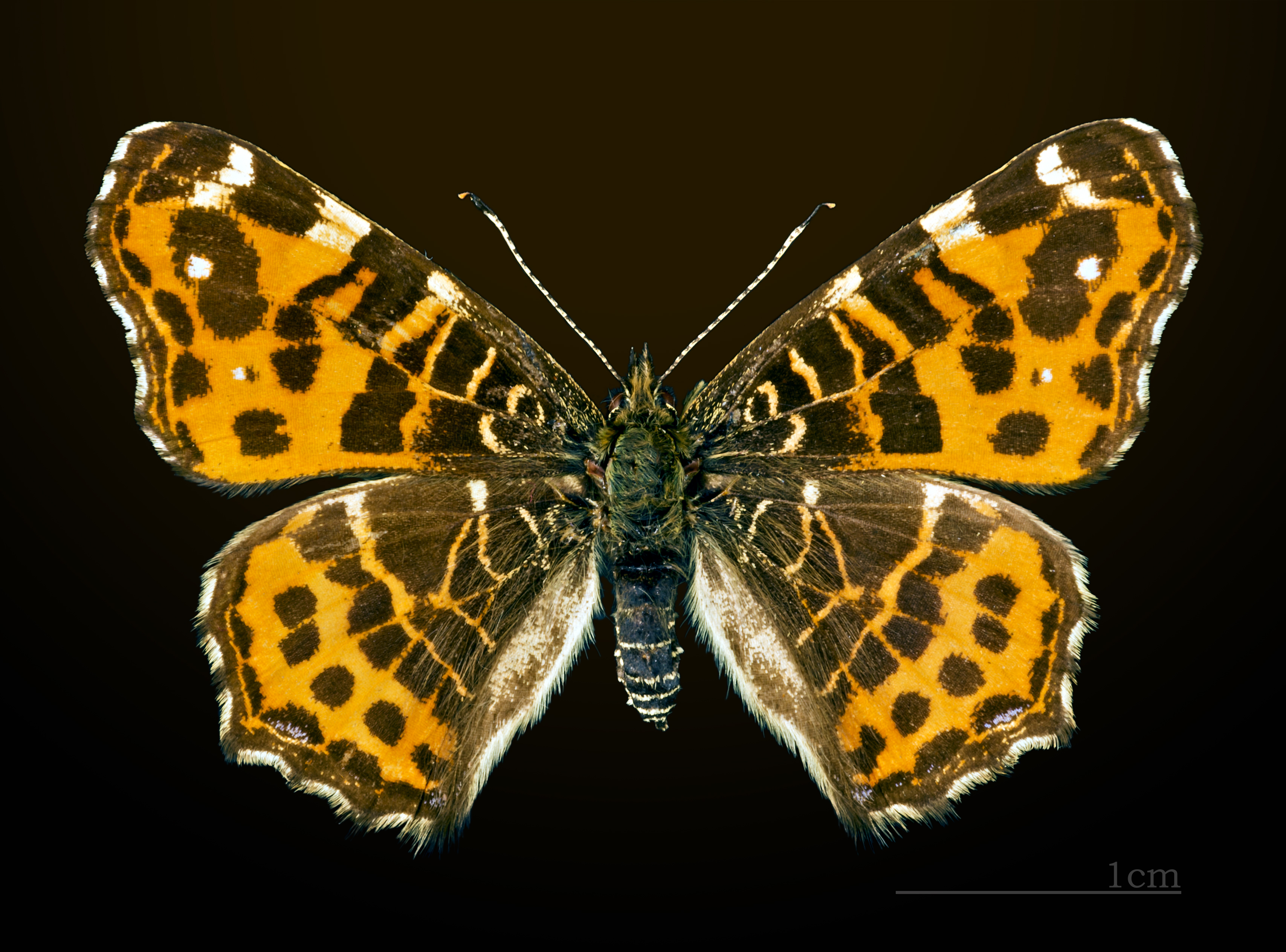
Araschnia levana f. prorsa
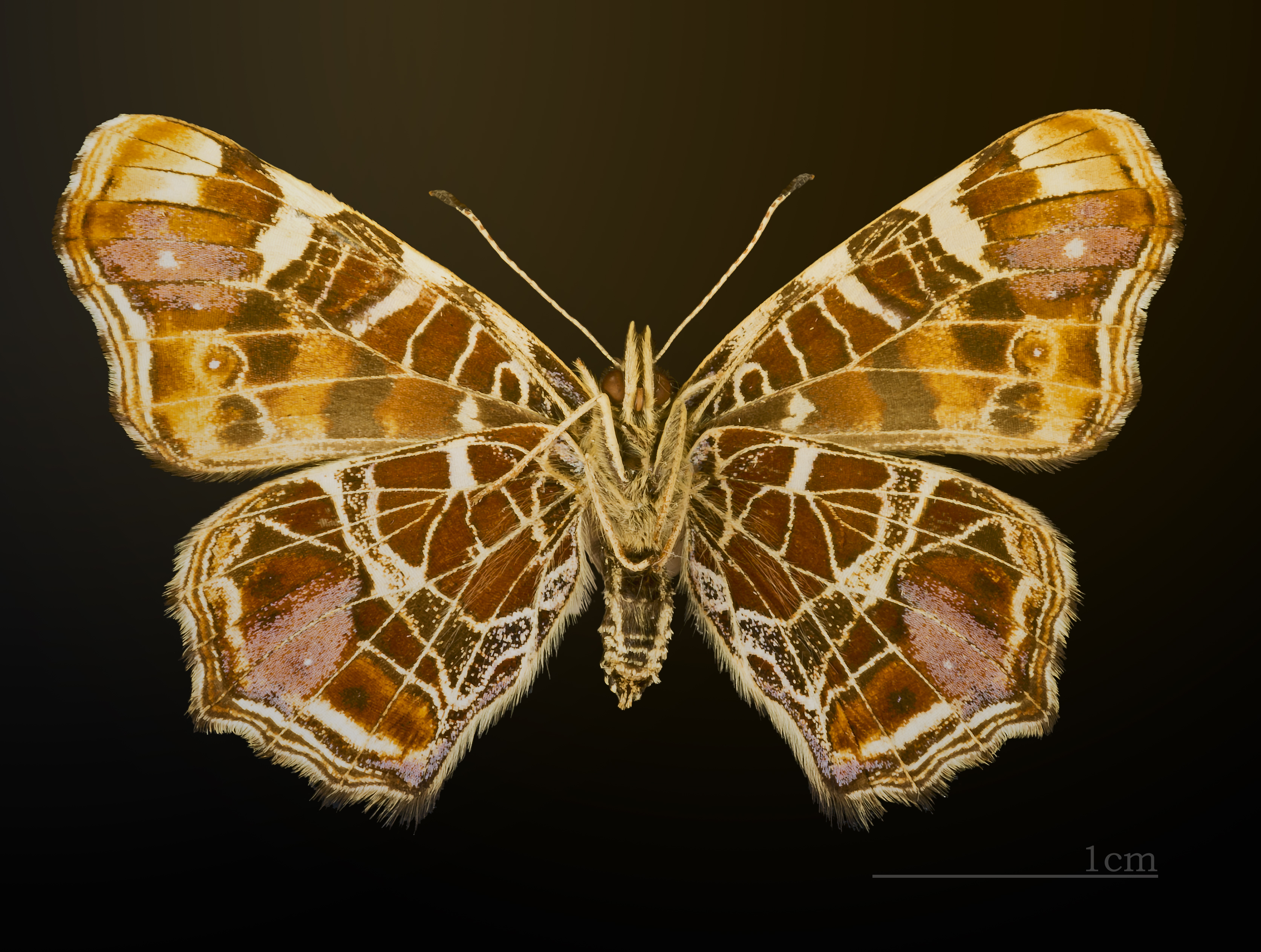
Araschnia levana f. prorsa △
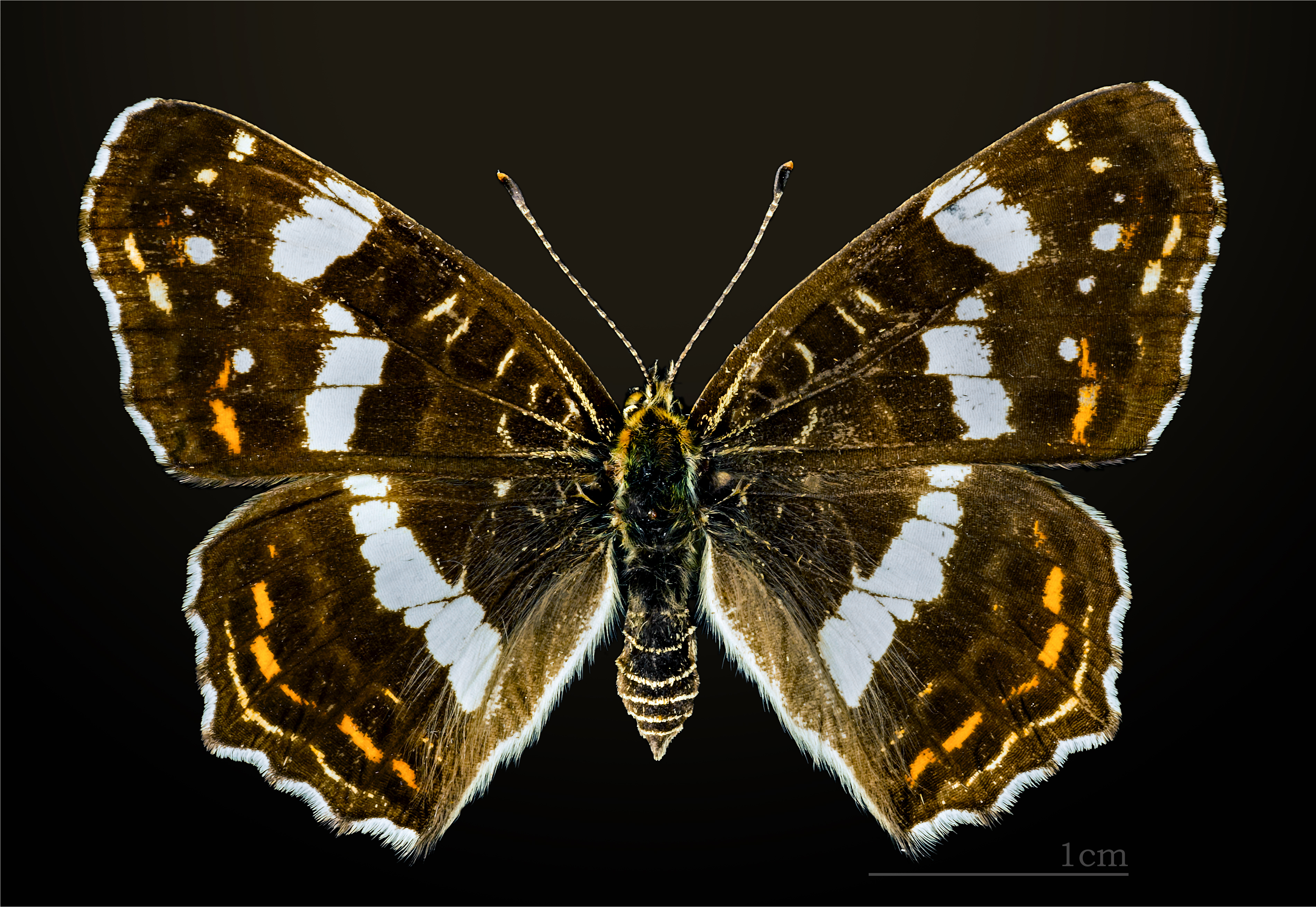
Araschnia levana f. levana
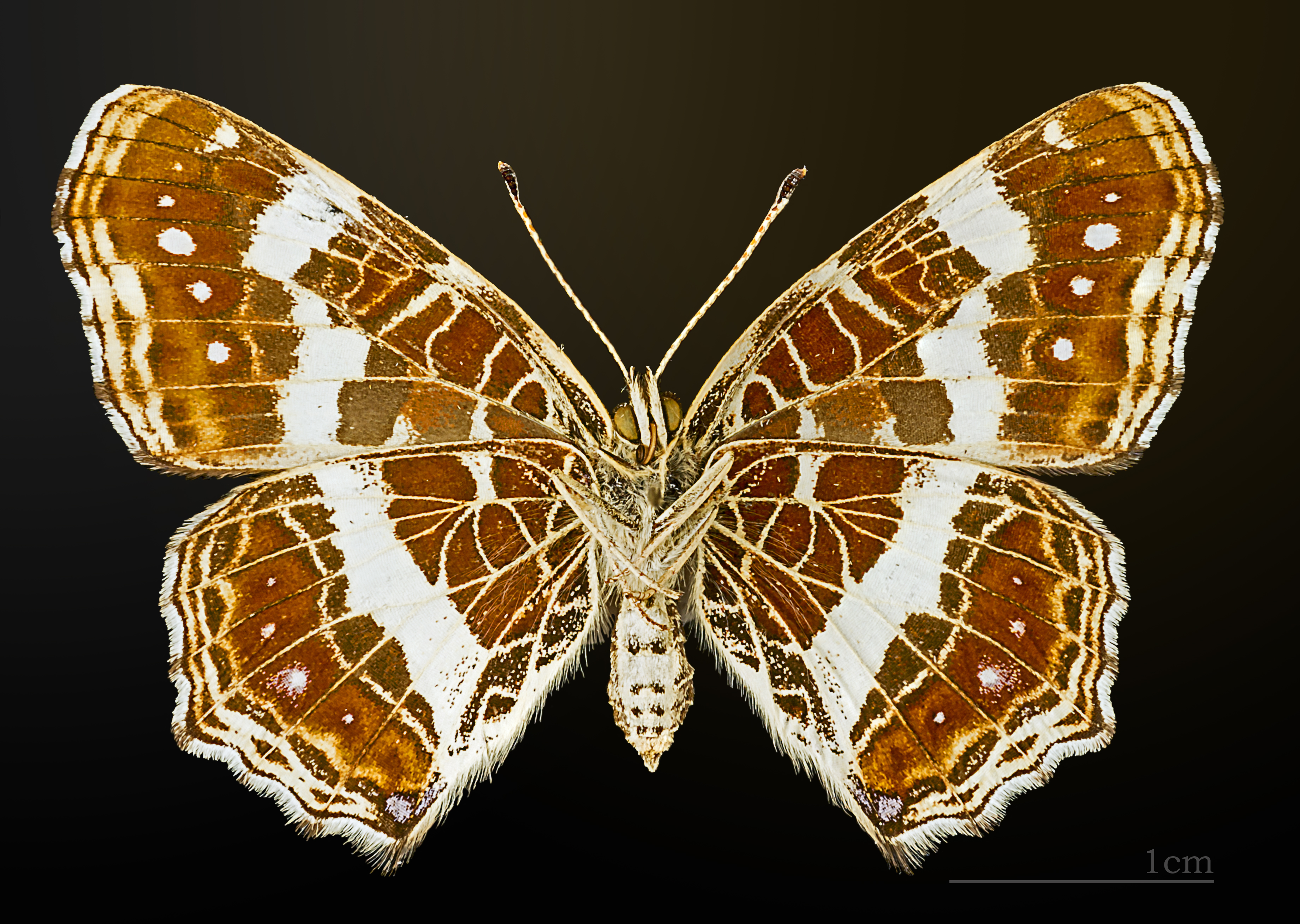
Araschnia levana f. levana  △